# Santa Caterina d'Alessandria (Caravaggio)
Santa Caterina d'Alessandria è un dipinto a olio su tela (173 × 133 cm) realizzato nel 1598-1599 dal pittore italiano Caravaggio. È conservato nel Museo Thyssen-Bornemisza di Madrid.

## Storia e descrizione
Il dipinto faceva parte della raccolta del cardinale Francesco Maria Del Monte, dove è ricordato nel 1627. La santa, insieme a santa Maria Maddalena era fra le preferite del cardinale che la ricordò nel suo testamento e, secondo Alessandro Zuccari, venne dipinta su suggerimenti del prelato (quando Caravaggio soggiornava presso di lui a Palazzo Madama) che aveva ripreso le istanze della revisione iconografica controriformistica, portata a vedere nelle sante della leggenda delle persone storiche.
Peter Robb, sostenendo che Caravaggio poteva essere fra gli spettatori del supplizio inferto a Beatrice Cenci, nel dipinto (dove sono mostrati gli strumenti del martirio, come la spada e la ruota dentata), potrebbe aver raffigurato nella santa un ricordo della decapitazione della giovane parricida che tanto scalpore aveva fatto a Roma, proprio nel 1599. Questa tesi è riportata anche da Gianfranco Sassu. Naturalmente si tratta di una proposta del tutto ipotetica. Non vi sono prove della presenza del Caravaggio al supplizio di Beatrice sebbene vi fossero in genere molti pittori interessati alla riproduzione della decapitazione e via era Gentileschi con la figlia Artemisia, oltre che a Guido Reni probabile pittore di un ritratto di Beatrice fatto in cella; Caravaggio è vero che dipinse la Giuditta che decapita Oloferne, più o meno nello stesso periodo e che la modella è la stessa di quella della S. Caterina, la cortigiana Fillide Melandroni, però anche qui non vi sono documentazioni.. 
La postura della santa viene vivacizzata dall'espressione vitale dello sguardo che dona un effetto di spontaneità alla scena unita alla complicità della luce che, dall'alto, scende da destra. La santa è ritratta come una donna moderna, nobile, vestita con abiti lussuosi, poggiata su di un cuscino damascato, con appena un sottile cerchietto ad indicare la santità (piuttosto raro se non unico nella iconografia del pittore), ma senza raggi di luce divina, seni nudi o labbra socchiuse come nella tradizione figurativa, ma pallida ed umana, con uno sguardo interrogativo che, come sottolinea Robb, denota incertezza e le dita posate sulla lunga lama che è già arrossata ad indicare il sangue del martirio. Dietro la Santa si vede una rappresentazione realistica (si vedano le nervature del legno) di uno strumento di tortura, la ruota dentata (i due denti si vedono in alto), che però non è completa ma spezzata, ne manca cioè una parte: un riferimento alla leggenda del martirio della santa, secondo la quale la ruota di tortura a cui stava per essere sottoposta si ruppe. In basso sul cuscino, invece, un simbolo di iconografia tradizionale, la palma del martirio, che va ad incrociare la lama insanguinata della spada con la quale fu decapitata.
Nelle sembianze della santa, Caravaggio ha ritratto Fillide Melandroni, nota prostituta romana di cui s'invaghì, e che gli sarà causa di molti mali. Fillide tornerà ritratta da lui nella Conversione della Maddalena, in Giuditta e Oloferne e nel ritratto singolo bruciato a Berlino durante l'ultima guerra. Recentissimi studi riconoscono invece per modella del quadro della Santa Caterina, così come della Conversione e della Giuditta, la cortigiana romana Maddalena Antognetti.